# Lickóvadamos, Zala
Lickóvadamos  este un sat în districtul Zalaegerszeg, județul Zala, Ungaria, având o populație de 200 de locuitori (2011). 

## Demografie
Componența etnică a satului Lickóvadamos
     Maghiari (94,34%)
     Germani (5,66%)
Componența confesională a satului Lickóvadamos
     Romano-catolici (86%)
     Reformați (2,5%)
     Fără religie (2,5%)
     Atei (1,5%)
     Necunoscută (7,5%)
Conform recensământului din 2011, satul Lickóvadamos avea 200 de locuitori. Din punct de vedere etnic, majoritatea locuitorilor (94,34%) erau maghiari, cu o minoritate de germani (5,66%).  Din punct de vedere confesional, majoritatea locuitorilor (86,0%) erau romano-catolici, existând și minorități de persoane fără religie (2,5%), reformați (2,5%) și atei (1,5%). Pentru 7,5% din locuitori nu este cunoscută apartenența confesională.